# قرار مجلس الأمن التابع للأمم المتحدة رقم 223
قرار مجلس الأمن التابع للأمم المتحدة رقم 223، الذي اعتمد بالإجماع في 21 يونيو 1966، بعد النظر في طلب غيانا للانضمام إلى عضوية الأمم المتحدة أوصى المجلس الجمعية العامة بقبول غيانا.
وحضر الاجتماع أيضًا ممثل من فنزويلا، ولكنه لم يستطع التصويت.